# Anele Ngcongca
Calvin Anele Ngcongca (Cidade do Cabo, 20 de outubro de 1987 – KwaZulu-Natal, 23 de novembro de 2020) foi um futebolista sul-africano que atuou como volante.

## Carreira
Ngcongca atuou no Genk de 2007 a 2016, jogando 279 partidas. Com o clube, conquistou um campeonato nacional em 2011 e duas vezes a Copa da Bélgica em 2009 e 2013.
Esteve no elenco da Seleção Sul-Africana de Futebol no Campeonato Africano das Nações de 2015.

## Morte
Ngcongca morreu no dia 23 de novembro de 2020, aos 33 anos, em um acidente de trânsito em KwaZulu-Natal.